# Matematičar
Matematičar je osoba, koja se u svome radu koristi opsežnim znanjem matematike, obično u rješavanju matematičkih problema. Matematičari se bave brojevima, podatcima, količinom, strukturom, prostorom, modelima i promjenama.
Jedan od najstarijih poznatih matematičara bio je Tales. (624. – 546. pr. Kr.) On je bio slavljen kao prvi pravi matematičar i prvi poznati pojedinac kojem se pripisuje matematičko otkriće. Zaslužan je za prvu uporabu deduktivnoga zaključivanja, koji se primjenjuje na geometriju, poznato kao Talesov poučak.
Broj poznatih matematičara rastao je nakon što je Pitagora (582. – 507. pr. Kr.) uspostavio pitagorejsku školu, čija je doktrina bila da je matematika vladala svemirom i čiji je moto bio "sve je broj". Pitagorejci su skovali izraz "matematika", a s kojima počinje proučavanje matematike za vlastito dobro.
Prva žena matematičarka zabilježena u povijesti bila je Hipatija (350 - 415). Naslijedila je svoga oca kao knjižničarka u Velikoj knjižnici i napisala je mnoge radove o primijenjenoj matematici. Bila je ubijena jer se smatralo, da je kriva za politički spor između aleksandrijskog biskupa Ćirila i rimskog prefekta Oresta.
Znanost i matematika u islamskom svijetu tijekom srednjeg vijeka slijedile su razne modele i načine financiranja. Bilo je opsežno pokroviteljstvo od vladara, koji su omogućili znanstveno znanje u mnogim područjima. Financiranje prijevoda znanstvenih tekstova s drugih jezika bilo je tijekom vladanja određenih kalifa i pokazalo se da su određeni znanstvenici postali stručnjaci u radu koji su preveli i zauzvrat dobili daljnju potporu za nastavak razvoja određenih znanosti. Primjer prevoditelja i matematičara koji je koristio ovu vrstu potpore bio je Al-Hvarizmi, kojem se pripisuje uvođenje arapskih brojeva u matematiku. Značajna značajka mnogih znanstvenika koji su radili pod muslimanskom vlašću u srednjem vijeku je da su često bili polimati. Primjeri uključuju rad na optici, matematici i astronomiji Ibn al-Haitama.
U renesansi je bio povećan naglasak na matematiku i znanost u Europi. Tijekom toga razdoblja, mnogi značajni matematičari imali su druga zanimanja: Luca Pacioli (osnivač računovodstva); Niccolò Fontana Tartaglia (značajni inženjer i knjigovođa); Gerolamo Cardano (najraniji utemeljitelj vjerojatnosti i binomne ekspanzije); Robert Recorde (liječnik) i François Viète (odvjetnik).
Kako je vrijeme prolazilo, mnogi matematičari gravitirali su prema sveučilištima. Naglasak na slobodnom mišljenju i eksperimentiranju počeo je u najstarijim sveučilištima u Britaniji počevši od 17. stoljeća u Oxfordu s znanstvenicima kao što su: Robert Hooke i Robert Boyle, te na Cambridgeu gdje je Isaac Newton bio profesor matematike i fizike. U ovom su razdoblju djelovali jedni od najznačajnijih matematičara svih vremena; Gottfried Wilhelm Leibniz, Rene Descartes i Pierre de Fermat (pravnik po struci). Godine 1810., Alexander von Humboldt uvjerio je kralja Pruske, da izgradi sveučilište u Berlinu na temelju liberalne ideje Friedricha Schleiermachera. Cilj je bio pokazati proces otkrivanja znanja i podučavati učenike da "uzimaju u obzir temeljne zakone znanosti u svom razmišljanju." Seminari i laboratoriji počeli su se razvijati.
Britanska sveučilišta u tom razdoblju usvojila su neke pristupe poznate talijanskim i njemačkim sveučilištima. Već su uživala značajne slobode i autonomiju, a daljnje promjene počele su s godinama prosvjetiteljstva. Sveučilišta u Oxfordu i Cambridgeu naglasila su važnost istraživanja, nedvojbeno autentičniju provedbu Humboldtove ideje o sveučilištu čak i od njemačkih sveučilišta, koja su bila podložna državnom tijelu. Sveukupno, znanost (uključujući matematiku) postala je fokus sveučilišta u 19. i 20. stoljeću. Studenti su mogli provoditi istraživanja na seminarima ili laboratorijima i proizvoditi doktorske teze s više znanstvenoga sadržaja. Prema Humboldtu, misija Sveučilišta u Berlinu bila je nastaviti znanstveno znanje. Njemački sveučilišni sustav potaknuo je profesionalno, birokratski regulirano znanstveno istraživanje provedeno u dobro opremljenim laboratorijima, umjesto vrste istraživanja koja obavljaju pojedinačni znanstvenici u Velikoj Britaniji i Francuskoj.  U stvari, Rüegg tvrdi da je njemački sustav odgovoran za razvoj suvremenoga istraživačkoga sveučilišta, jer je usredotočen na ideju o "slobodi znanstvenih istraživanja, nastave i studija".